# I See Red
I See Red è il primo EP delle Uh Huh Her, pubblicato il 24 luglio negli Stati Uniti d'America.

## Tracce
1. "Say So" (Thom Russo Mix) - 3:44
2. "Explode" - 2:53
3. "Run" - 4:10
4. "I See Red" - 4:16
5. "Say So" - 3:22

## Bonus Track
- "Mystery Lights"